# Pierre-François Laurent
Pour les articles homonymes, voir Pierre Laurent et Laurent.
Pierre-François Laurent (1739, Marseille - 1809, Paris) est un graveur et éditeur français, « graveur du roi », co-auteur du Musée français avec Robillard-Péronville.

## Biographie
Né à Marseille, Laurent est l'élève de Jean-Joseph Balechou en Avignon, un graveur très apprécié, entre autres par Joseph Vernet et Denis Diderot. Marchand d'estampes à Marseille avant de s'installer à Paris. À Paris a étudié avec Étienne Fessard. En 1780, Louis XVI l'appointe comme graveur au département de la Guerre.  
En 1771-1773, il visite la Russie, réalisant des gravures des domaines du comte Pierre Cheremetiev. 
Il épouse Thérèse Baral dont il devient veuf. En 1778, il habite dans le quartier de la rue Saint-Jacques à Paris ; le 24 avril, il épouse en secondes noces, Henriette-Thérèse Ogier, laquelle est cousine de Paul Barras. Le 1er mars 1779, leur vient un fils, prénommé Pierre-Louis-Henri, baptisé à l'église Saint-Benoît-le-Bétourné. Le père est dit « graveur du roi ».
En 1777, il grave le Monument à la gloire de Louis XVI, d'après Jean Touzé (1747-1809) et Jean Duplessis-Bertaux ; dans la lettre de l'estampe, il est mentionné comme étant Petrus Laurentius Sculptor Regis Acadaemia que picturae Massiliensis Socius, totam hanc tabulam excudit.
Laurent expose une première fois au Salon de Paris en 1791, quatre gravures traduites de peintures exposées dans la galerie du Louvre. Son adresse est désormais située à l'« hôtel du Chapitre, au Temple ». Il avait obtenu du ministre Arnaud de La Porte l'autorisation de copier les tableaux et statues exposés au palais, en compagnie du prêtre Jean-Esprit Bonnet. Ni l'exécution de La Porte ni la Terreur n'arrêtent le projet qui trouve un second souffle au moment du Consulat. Les premières traduction en gravure commencent et Laurent y associe son fils.
Le 18 mars 1802, avec Robillard-Péronville, riche négociant et lié par son épouse, née Barras, à la famille Laurent, il fonde une société d'édition au capital de 200 000 francs dans le but de publier un recueil d'estampes reproduisant l'ensemble des peintures et sculptures exposées au Louvre et dans les grands musées de l'Empire, ouvrage appelé Le Musée français. Les premiers dessins sont de Laurent. Quatre tomes sont publiés, entre 1803 et 1809, comprenant 346 planches et employant 120 graveurs.  
Il meurt le 30 juin 1809 à huit heures du matin au 9 rue de la Concorde ; l'un des témoins, François-Dominique Ramboz (1761-?), est l'imprimeur-tireur de certaines estampes du Musée français. En partie ruiné, Robillard-Péronville meurt le 24 juillet suivant, à la même adresse. Son fils, Henri Laurent (1779-1844) continua l'entreprise jusqu'en 1811.
Du fait de procès, du double-décès et du volume des dépenses, mais aussi du contexte économico-politique, le Musée français connaîtra plusieurs refontes et rééditions.